# Ischnoptera undulifera
Ischnoptera undulifera är en kackerlacksart som beskrevs av Walker, F. 1871. Ischnoptera undulifera ingår i släktet Ischnoptera och familjen småkackerlackor.
Artens utbredningsområde är Nicaragua. Inga underarter finns listade i Catalogue of Life.